# صوفي ماسون
صوفي ماسون (بالإنجليزية: Sophie Masson)‏ هي كاتبة للأطفال وكاتِبة أسترالية، ولدت في 18 مايو 1959 في جاكرتا في إندونيسيا.

## وصلات خارجية
- الموقع الرسمي